# Estación Carrão
La Estación Carrão es una estación de metro de la Línea 3 - Roja del metro de la ciudad brasileña de São Paulo. Ubicada en la Avenida Radial Leste, en la esquina con la calle Apucarana, fue inaugurada el 31 de mayo de 1986. A pesar de su nombre, la estación se sitúa en el distrito de Tatuapé), pocos metros al oeste de la división con el distrito de Carrão — la prefectura en la década de los 90 del siglo pasado redefinió los límites de algunos distritos, y emancipó Carrão del distrito de Tatuapé, pero las nuevas definiciones distritales hicieron que el barrio perdiera dicha estación.

## Características
Es una estación de superficie, con mecanismo de distribución y plataforma central. Posee acceso para discapacitados físicos a través de rampas y ascensor. Está conectada con una terminal de ómnibus urbanos.

## Puntos de interés y utilidad pública[2]
- Club Municipal Sampaio Moreira
- Creche Carrão
- Hospital Cristo Rey
- Hospital do Servidor Público Municipal
- Hospital Municipal Carmino Caricchio
- 4º Batallón de Policía Militar
- 8º Batallón de Policía Militar
- 52.º Distrito Policial
- Estación Ingeniero Sebastian Gualberto
- Fórum Regional de Tatuapé
- Hogar Beneficente Sírio Pró-Infância
- Terminal Urbano Sur
- Terminal Urbano Norte

## Obras de arte
La estación no forma parte del "Itinerario de Arte en las Estaciones" (Metro de São Paulo).

## Líneas de SPTrans
Líneas de la SPTrans que salen de la estación Carrão del Metro:
| Línea | Prefijo | Letrero Ida  | Letrero Vuelta                     |
| ----- | ------- | ------------ | ---------------------------------- |
| 208A  | 10      | Metro Carrão | Penha                              |
| 3703  | 10      | Metro Carrão | Jardim Nova Vitória                |
| 3729  | 10      | Metro Carrão | Shopping Aricanduva                |
| 3761  | 10      | Metro Carrão | 3ª División                        |
| 3765  | 10      | Metro Carrão | Jardim Santo André                 |
| 3773  | 10      | Metro Carrão | Residencial Santa Bárbara          |
| 3775  | 10      | Metro Carrão | Jardim Rodolfo Pirani              |
| 3775  | 51      | Metro Carrão | Parque São Rafael                  |
| 3778  | 10      | Metro Carrão | Jardim Santa Terezinha             |
| 4735  | 10      | Metro Carrão | Jardim Vera Cruz                   |
| 573T  | 10      | Metro Carrão | Terminal Sapopemba/Teotônio Vilela |
| 574T  | 10      | Metro Carrão | Terminal Sapopemba/Teotônio Vilela |

## Tabla
| Sigla | Estación | Inauguración       | Capacidad                  | Integración              | Plataformas | Posición    | Comentarios                                                               |
| ----- | -------- | ------------------ | -------------------------- | ------------------------ | ----------- | ----------- | ------------------------------------------------------------------------- |
| CAR   | Carrão   | 31 de mayo de 1986 | 20 mil pasajeros hora/pico | Bilhete Único de SPTrans | Central     | Superficial | Estación con estructura de concreto aparente Techado metálico entrelazado |